# マキ (スタートレック)
マキ（仏: Maquis）は、アメリカのSFテレビドラマ『スタートレック』シリーズに登場する架空のテロ組織。名前は第二次世界大戦のレジスタンス組織マキから来ている。

## 概要
20年以上に渡る惑星連邦とカーデシア連合の紛争が終結した折、条約により緩衝宙域を含む新たな国境線が制定された。その時国境線の外にあった連邦植民地の市民は移住を余儀なくされることとなり、カーデシアは自国の領土内にいる市民の排除を始める。長年かけて植民地を開拓してきた市民の一部はそれに強く反対し、武力によって抵抗した。その反カーデシアのテロリスト集団が、マキの母体である。その後、カーデシアとの戦争により恋人や家族を失った連邦市民やベイジョー人、その理念に賛同する者、またカーデシアとの和平を拒む過激派などを取り込み、組織の規模を拡大していく。さらには自国のやり方に反感を抱いたカーデシア人の参加者も存在する。連邦の法律ではマキに与することは犯罪に当たるが、この抵抗運動は連邦の理念と通じるところがあり、優秀な艦隊士官の一部が艦隊を離れ指導者としてマキに参加した。
マキは国境付近の年中プラズマ嵐が吹き荒れる星域バッドランドを拠点に活動しており、運用する艦と武装は連邦ではすでに旧式のものではあるが、マキのメンバーではない外部の協力者も多く、艦隊やカーデシアの追跡に容易に尻尾を掴ませない。マキは連邦に対しては中立の立場だが、追跡されれば攻撃も辞さない。マキはその性質上、人の出入りに対する管理が甘い。そのせいでスパイや快楽殺人者が入り込むことが容易い。逆に連邦内にはスパイや協力者が多数存在する。
カーデシアはこのゲリラに手を焼いており、長年壊滅の決定打を与えることができなかった。しかしドミニオンがアルファ宇宙域に進出しカーデシアと同盟を結ぶと、たちまちマキは掃討され、あっさりと壊滅してしまう。
マキの構成員には開拓地で農耕に従事し、生鮮野菜を口にしていたことからレプリケーターで出した食事を好まない者が散見する。

## 登場作品と代表的な構成員
- 『新スタートレック』
  - ロー・ラレン
- 『スタートレック:ディープ・スペース・ナイン』
  - マイケル・エディングトン
  - トーマス・ライカー
- 『スタートレック:ヴォイジャー』
  - チャコティ
  - ベラナ・トレス
  - ロン・スーダー

### 潜入者
- トゥヴォック
- セスカ